# Wieloryb (film 2022)
Wieloryb (ang. The Whale) – amerykański dramat psychologiczny z 2022 roku w reżyserii Darrena Aronofsky’ego. Ekranizacja sztuki teatralnej Samuela D. Huntera, który był również autorem scenariusza do filmu. Zdjęcia kręcono w Newburgh w stanie Nowy Jork. Podczas 95. Gali Oscarów zdobył dwie nagrody: za najlepszą pierwszoplanową rolę męską dla Brendana Frasera oraz za najlepszą charakteryzację dla Adrien Morot, Judy Chin i Annemarie Bradley.

## Fabuła
Film przedstawia kilka dni z życia cierpiącego na ekstremalną otyłość Charliego, który pragnie odbudować więź ze swoją nastoletnią córką. Jego stan uniemożliwia mu normalne funkcjonowanie. Ze względu na problemy z poruszaniem się Charlie nie opuszcza swojego mieszkania, a pracę wykładowcy literatury angielskiej wykonuje zdalnie z wyłączoną kamerą, aby nie pokazywać publicznie swojego stanu.
Charlie w przeszłości opuścił żonę i córkę, aby związać się z mężczyzną. Jego ekstremalna otyłość jest spowodowana kompulsywnym objadaniem się w reakcji na samobójczą śmierć swojego partnera.

## Obsada
- Brendan Fraser – Charlie
- Sadie Sink – Ellie
- Ty Simpkins – Thomas
- Hong Chau – Liz
- Samantha Morton – Mary
- Sathya Sridharan – Dan
- Jacey Sink – młoda Ellie